# Erick Wujcik
Erick Wujcik (26 janvier 1951 – 7 juin 2008) est un auteur de jeux de rôle américain.

## Biographie
Étudiant à l'Université, il participe à la création du club de jeu de rôle de campus, qui organise des conventions. Il rencontre Kevin Siembieda, et collabore avec lui lors de la création de Palladium Books. Ses premières œuvres sont quelques pages dans le jeu Mechanoids, puis la réalisation d'un livret d'information historiques général pour rôlistes Weapons & Assassins.
Le premier jeu qu'il écrit est Teenage Mutant Ninja Turtles & Other Strangeness. Il crée sa propre entreprise d'édition Phage Press pour publier le jeu Ambre.
En 1997, il travaille chez Sierra Studios, comme chef de projet sur le jeu vidéo Return to Krondor, puis comme concepteur chez Outrage Entertainment sur le jeu Alter Echo.
Erick Wujcik a assuré la rubrique informatique du journal The Detroit News de 1979 à 1981. Il a été rédacteur en chef de Amberzine, un fanzine consacré au jeu Ambre, a travaillé pour le Detroit Historical Museum à la mise en ligne de leurs expositions, et a tenu des séminaires sur des sujets variés liés à l'écriture, à la conception et au développement de jeux. De 2002 à 2003, il a enseigné la conception de jeux à l'université de Hong Kong.
De 2004 à 2006, il a été directeur de studio chez Ubisoft China, à Shanghai, puis concepteur de jeu senior (senior game designer/writer) pour Totally Games.
Le 22 décembre 2007, Erick Wujcik annonce qu'il est malade d'un cancer du pancréas, dont il décède le 7 juin 2008.

## Œuvres
- Weapons & Assassins, Palladium Books
- Teenage Mutant Ninja Turtles & Other Strangeness, Palladium Books
  - Road Hogs (1986), Mutants Down Under (1988), Adventures! (1988), Guide to the Universe (1988), Mutants of Yucatan (1990), RPG Accessory Pack (1990), Transdimensional Teenage Mutant Ninja Turtles (1990)
- After the Bomb, Palladium Books (1986, 2001)
- scénarios pour Paranoïa : Des Clones dans l'espace (1986)[1] et Paranoïa aiguë (1986), WEG
- participation à de nombreux ouvrages de Palladium Books
  - Recon : The Revised recon (1986), Advanced Recon (1987)
  - Palladium FRP (1983) : livre de base, Monsters and Animals (1989), Dragons and Gods, Adventures on the High Seas (1992), Adventures in the Northern Wilderness (1993)
  - Ninjas and Superspies (1991) : livre de base, Mystic China (2001)
  - Mechanoids : The Mechanoid Invasion Trilogy (1998)
- participation a des ouvrages de West End Games
  - Paranoïa XP
- Ambre, Phage Press (1991), Shadow Knight, Phage Press (1993)